# Терещук, Иван Андреевич
Иван Андреевич Терещук (12 сентября 1915, с. Волица, Житомирская область — 19 января 1994, Черкассы) — командир танковой роты 216-го танкового батальона 12-й гвардейской танковой бригады 4-го гвардейского Кантемировского танкового корпуса 60-й армии Центрального фронта, гвардии капитан. Герой Советского Союза.

## Биография
Родился 31 августа 1915 года в селе Волица ныне Житомирского района Житомирской области в крестьянской семье. Украинец. Член ВКП(б) с 1943 года. Окончил среднюю школу. В 1934 году окончил техникум сельскохозяйственных машин в Житомире. Работал на Коднянской и Новоград-Волынской МТС.
В ноябре 1936 года призван в ряды Красной Армии. В 1939 году окончил курсы младших лейтенантов, в 1941 году — курсы усовершенствования командного состава. В боях Великой Отечественной войны с июня 1942 года. Воевал на Воронежском, Центральном, Юго-Западном, 1-м Украинском фронтах. Был пять раз ранен. 
В начале августа 1943 года танкисты роты гвардии капитана И. А. Терещука весь день готовились к наступлению на Ахтырку Сумской области. Заправляли машины горючим, устраняли мелкие неполадки. Утром 10 августа 1943 года вместе с четырьмя танками взял курс на Ахтырку и первым ворвался в город. Враг не ожидал нападения. Вскоре фашисты взяли в кольцо все четыре танка Ивана Терещука. До тёмной ночи отбивали танкисты атаки фашистов. Маневрируя и отстреливаясь, танки расположились так, что один другого защищал от нападения с тыла. Круговой обстрел не давал гитлеровцам подойти к машинам. Утром атаки фашистов усилились. Советские танкисты, искусно отбиваясь, подбили ещё один «тигр», два танка «Т-IV» и два броневика. Но к исходу дня и наших два танка были подбиты. Командир третьего танка был тяжело ранен, остальные члены его экипажа убиты. Уже в темноте капитан подполз к подбитой машине и через аварийный люк вытащил раненого командира танка. Целыми остались только два танка. У третьего — разбиты гусеницы. Четыре человека убиты, трое ранены. На рассвете двинулись на прорыв к своим. Маневрируя и на ходу отстреливаясь, шли по густо заросшей ивняком балочке. Наша артиллерия и «катюши» открыли огонь по Ахтырке, а когда стали видны танки Ивана Терещука, перенесли свой огонь на «тигров», которые их преследовали. Подал команду поставить дымовую завесу, и оба танка с горящими дымовыми шашками на большой скорости проскочили небольшую открытую поляну и скрылись в лесу.
В этом бою танкисты уничтожили 4 «тигра», 4 самоходных пушки, 3 средних танка, 5 бронетранспортёров и свыше 150 солдат и офицеров противника.
Указом Президиума Верховного Совета СССР «О присвоении звания Героя Советского Союза генералам, офицерскому, сержантскому и рядовому составу Красной Армии» от 10 января 1944 года за «образцовое выполнение боевых заданий командования на фронте борьбы с немецко-фашистскими захватчиками и проявленные при этом отвагу и геройство» был удостоен звания Героя Советского Союза с вручением ордена Ленина и медали «Золотая Звезда».
После войны продолжал службу в Армии. В 1945 году окончил высшую офицерскую бронетанковую школу, в 1956 году — бронетанковые курсы усовершенствования офицерского состава. В мае 1958 года вышел в запас в звании полковника. 
Работал егерем в областном управлении охотников и рыболовов. Жил в городе Черкассы. Умер 19 января 1994 года.
Награждён орденом Ленина, двумя орденами Красного Знамени, орденом Отечественной войны 1-й степени, двумя орденами Красной Звезды, медалями.